# Юматілла (Орегон)
Юматілла (англ. Umatilla) — місто (англ. city) в США, в окрузі Уматілла штату Орегон. Населення — 7363 особи (2020).

## Географія
Юматілла розташована за координатами 45°55′1″ пн. ш. 119°19′58″ зх. д. / 45.91694° пн. ш. 119.33278° зх. д. (45.916968, -119.332684).  За даними Бюро перепису населення США в 2010 році місто мало площу 11,97 км², з яких 11,44 км² — суходіл та 0,53 км² — водойми.

### Клімат
| Клімат : Юматілла       | Клімат : Юматілла | Клімат : Юматілла | Клімат : Юматілла | Клімат : Юматілла | Клімат : Юматілла | Клімат : Юматілла | Клімат : Юматілла | Клімат : Юматілла | Клімат : Юматілла | Клімат : Юматілла | Клімат : Юматілла | Клімат : Юматілла | Клімат : Юматілла |
| Показник                | Січ.              | Лют.              | Бер.              | Квіт.             | Трав.             | Черв.             | Лип.              | Серп.             | Вер.              | Жовт.             | Лист.             | Груд.             | Рік               |
| Абсолютний максимум, °C | 19,4              | 25,6              | 30,0              | 36,1              | 40,0              | 43,3              | 47,2              | 45,6              | 39,4              | 31,7              | 26,7              | 21,7              | 47,2              |
| Середній максимум, °C   | 4,4               | 8,6               | 14,8              | 20,3              | 24,8              | 28,8              | 33,7              | 32,5              | 27,1              | 19,4              | 10,5              | 5,6               | 19,2              |
| Середній мінімум, °C    | −3,8              | −1,7              | 1,0               | 4,6               | 8,3               | 12,2              | 15,2              | 14,1              | 9,4               | 4,5               | 0,4               | −2                | 5,2               |
| Абсолютний мінімум, °C  | −30,6             | −30,6             | −12,2             | −6,7              | −3,3              | 0,0               | 2,2               | 2,8               | −3,9              | −11,1             | −21,1             | −32,8             | −32,8             |
| Норма опадів, мм        | 27                | 22                | 17                | 14                | 16                | 14                | 4                 | 6                 | 11                | 18                | 27                | 28                | 203               |
| Днів з опадами          | 8                 | 7                 | 6                 | 5                 | 4                 | 4                 | 1                 | 2                 | 3                 | 5                 | 7                 | 8                 | 60,0              |
| ----------------------- | ----------------- | ----------------- | ----------------- | ----------------- | ----------------- | ----------------- | ----------------- | ----------------- | ----------------- | ----------------- | ----------------- | ----------------- | ----------------- |
| Джерело:                |                   |                   |                   |                   |                   |                   |                   |                   |                   |                   |                   |                   |                   |

## Демографія
Згідно з переписом 2010 року, у місті мешкало 6906 осіб у 1634 домогосподарствах у складі 1215 родин. Густота населення становила 577 осіб/км².  Було 1766 помешкань (148/км²).
Расовий склад населення:
| - 70,1 % — білих - 2,3 % — чорних або афроамериканців - 1,5 % — корінних американців - 0,6 % — азіатів - 23,1 % — осіб інших рас |

До двох чи більше рас належало 2,4 %. Частка іспаномовних становила 43,1 % від усіх жителів.
За віковим діапазоном населення розподілялося таким чином: 26,1 % — особи молодші 18 років, 67,6 % — особи у віці 18—64 років, 6,3 % — особи у віці 65 років та старші. Медіана віку мешканця становила 30,7 року. На 100 осіб жіночої статі у місті припадало 175,1 чоловіків;  на 100 жінок у віці від 18 років та старших — 216,7 чоловіків також старших 18 років.
Середній дохід на одне домашнє господарство  становив 50 894 долари США (медіана — 43 991), а середній дохід на одну сім'ю — 53 206 доларів (медіана — 49 917). Медіана доходів становила 34 301 долар для чоловіків та 34 421 долар для жінок. За межею бідності перебувало 18,1 % осіб, у тому числі 23,3 % дітей у віці до 18 років та 9,4 % осіб у віці 65 років та старших.
Цивільне працевлаштоване населення становило 1832 особи. Основні галузі зайнятості: сільське господарство, лісництво, риболовля — 22,6 %, виробництво — 21,7 %, роздрібна торгівля — 12,7 %, транспорт — 11,1 %.